# Мілошешть (Яломіца)
Мілошешть, Мілошешті (рум. Miloșești) — село у повіті Яломіца в Румунії. Входить до складу комуни Мілошешть.
Село розташоване на відстані 95 км на схід від Бухареста, 21 км на північний захід від Слобозії, 127 км на північний захід від Констанци, 99 км на південний захід від Галаца.

## Населення
За даними перепису населення 2002 року у селі проживали 2060 осіб, усі — румуни. Усі жителі села рідною мовою назвали румунську.